# Crombie (vestits)
J&J Crombie Ltd. És una empresa de moda britànica, la qual produeix vestits de gamma alta i accessoris sota la seva marca comercial Crombie. Crombie és famosa pels seus abrics de luxe – tant que la paraula 'Crombie' és de vegades utilitzada per altres empreses per referir-se als seus abrics propis produïts amb l'estil del Crombie. El disseny més imitat i famós és el d'overcoat tres quarts de llargada (normalment llana), tot i que l'empresa ha mamprès accions legals per impedir que aquesta paraula de marca sigui utilitzada genèricament com a tipus de roba.

## Història
J&J Crombie Ltd. fou fundada per John Crombie i el seu fill James en Aberdeen, Escòcia durant 1805, per tant és una de les marques més antigues de Gran Bretanya. Crombie ha tingut en funcionament diverses fàbriques en Escòcia i Anglaterra durant dos segles, inicialment a Cothal Mills en Aberdeen, i la més famosa a partir de 1859 Grandholm Mill també en Aberdeen. En 1990, la producció de la instal·lació Grandholm va cessar, i va ser assumida per altres fàbriques d'Escòcia i Anglaterra. (La fàbrica Grandholm, ben famosa i considerada per la premsa va ser convertida per un projecte residencial el 2005. Part de la fàbrica, anomenada Mill (Molí) per l'aprofitament tradicional que se'n feia de l'energia mecànica de l'aigua) és ara un restaurant indi anomenat The Spice Mill, el qual ha mantingut els elements originals de la fàbrica.)
Crombie Va començar com a productor de tela de luxe, venuda a mercaders de teles i directament a sastres de Londres. Pel voltant de 1850, Crombie guanyà premis de qualitat de la Reina Victòria i Napoleó III a la Great Exhibition de Londres i a l'Exposició Universal de París respectivament. Més tard, Crombie va expandir llur activitat de simplement teixir per altres productors, a crear abrics sota el seu propi nom.
Un factor clau en l'expansió de la marca Crombie dels 1860 cap endavant, fou la recepció de contractes militars. Crombie subministrà uniformes "Rebel Grey" per l'Exèrcit Confederat en la Guerra Civil americana, i també va subministrar els uniformes dels agents a l'Exèrcit britànic i Royal Air Force en la primera i segona Guerres Mundials.
A finals dels seixanta o començament dels setanta, els abrics d'estil Crombie esdevingueren populars dins de les subcultures skinhead i suedehead, tot i que molt pocs skinheads hi haurien estat capaços de permetre's un abric nou de marca Crombie. Els abrics esmentats eren també de moda entre mods, els quals els van veure com a element estilístic de roba que realçava la imatge neta i polida que buscaven. Fou una alternativa a la popular parca fishtail o a la gavardina (l'abric de trenca, en anglès trenchcoat).
La marca Crombie s'ha vantat molt de temps de vendre a la reialesa i estadistes internacionals. Ha gaudit d'èxit particular dins Rússia, on Crombie hi va començar a subministrar al tribunal Tsarista de 1880, i fins i tot el 1984 va passejar-se amb el President soviètic Mikhaïl Gorbatxov que portava un abric Crombie quan va visitar Gran Bretanya aquell desembre. En la llista d'usuaris populars històrics de Crombie són: El Rei Jordi VI, Winston Churchill, Cary Grant, Dwight D Eisenhower i John F Kennedy. De 1995 a 2004, Crombie també mantingué el contracte de subministrament a la família Reial (Royal Warrant) com a proveïdor al Príncep de Gal·les. En 2014 va ser anunciat que el nou Doctor Twelfth, interpretat per Peter Capaldi, portaria un Crombie fosc amb un folre vermell.
La família fundadora de Crombie va vendre les seves accions en l'empresa el 1928, a una empresa tèxtil britànica, els Salts (amb anomenada per ser els fundadors de Saltaire en Yorkshire de l'oest). Durant els anys magres de la indústria tèxtil l'empresa Salts va ser rescatada i passà a ser pública. Després de la Segona Guerra Mundial, Crombie esdevenia part de Illingworth Morris – en aquell temps la més gran empresa tèxtil de llana de Gran Bretanya, del qual l'actriu britànica Pamela Mason n'era l'accionista majoritària. En els anys vuitanta l'empresa va ser privatitzada pel seu president. Crombie és també conegut per tenir els drets sobre la marca del sastre de vestits de Savile Road Tommy Nutter, havent-li donat suport financier en el 1980s i començaments dels 90. Després de la mort d'en Tommy Nutter hi hagué uns anys de litigi entre l'empresa Crombie i el propietari de les marques del taller de disseny d'en Tommy Nutter. L'empresa continua comerciant avui, i actualment té tres botigues de marca pròpia: En Londres, Manchester i Edimburg. Crombie és també venut a través de detallistes independents, com Harrods a Gran Bretanya, i botigues del mateix tipus en Amèrica del Nord, Europa i Est d'Àsia. Crombie També ven a tot el món mitjançant la seva pàgina web.